# تروشکونای
تروشکونای (به لاتین: Troškūnai) در لیتوانی با جمعیت ۵۰۴ نفر است که در اوکشتایتیا واقع شده‌است.

## نگارخانه

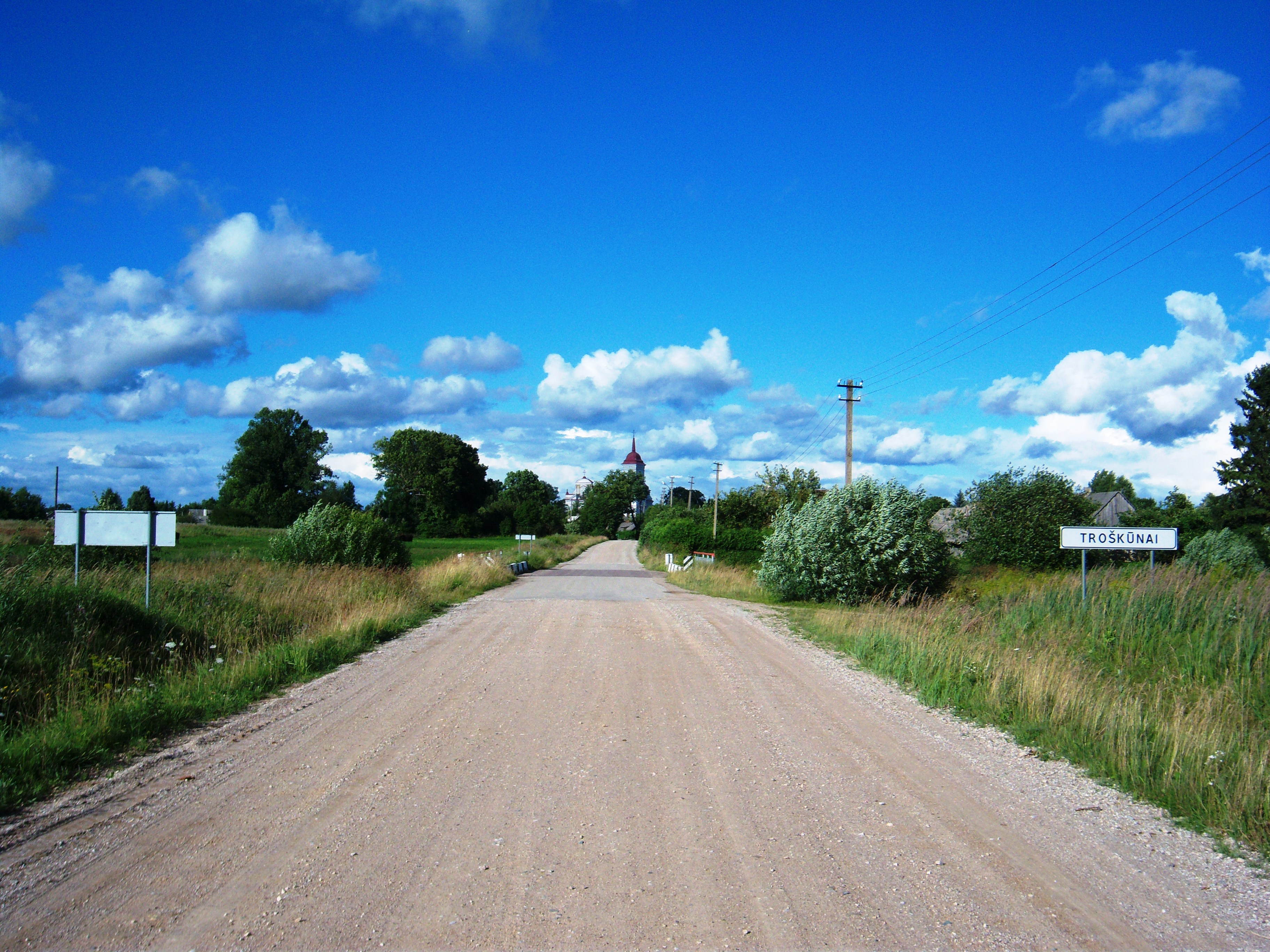
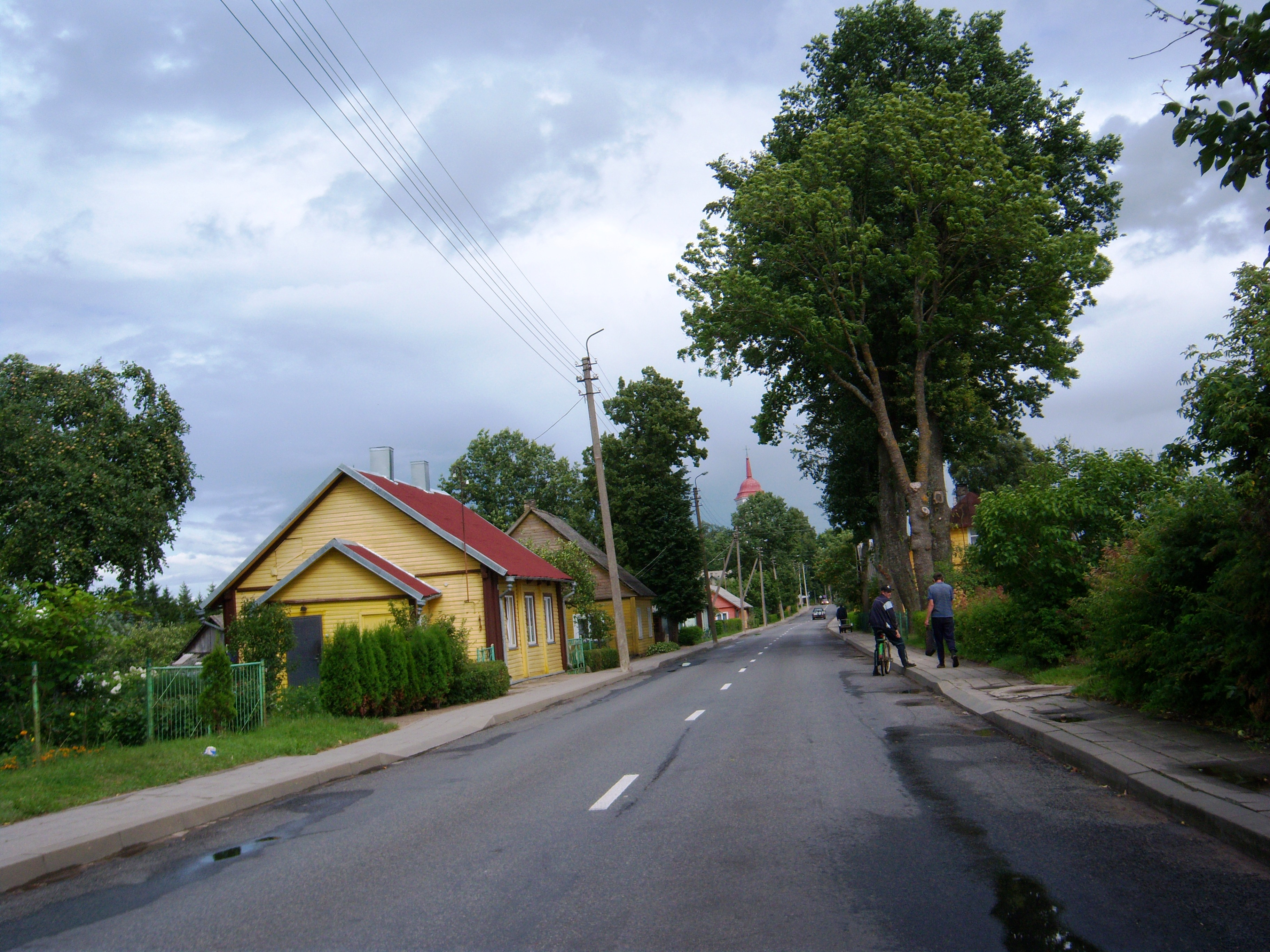
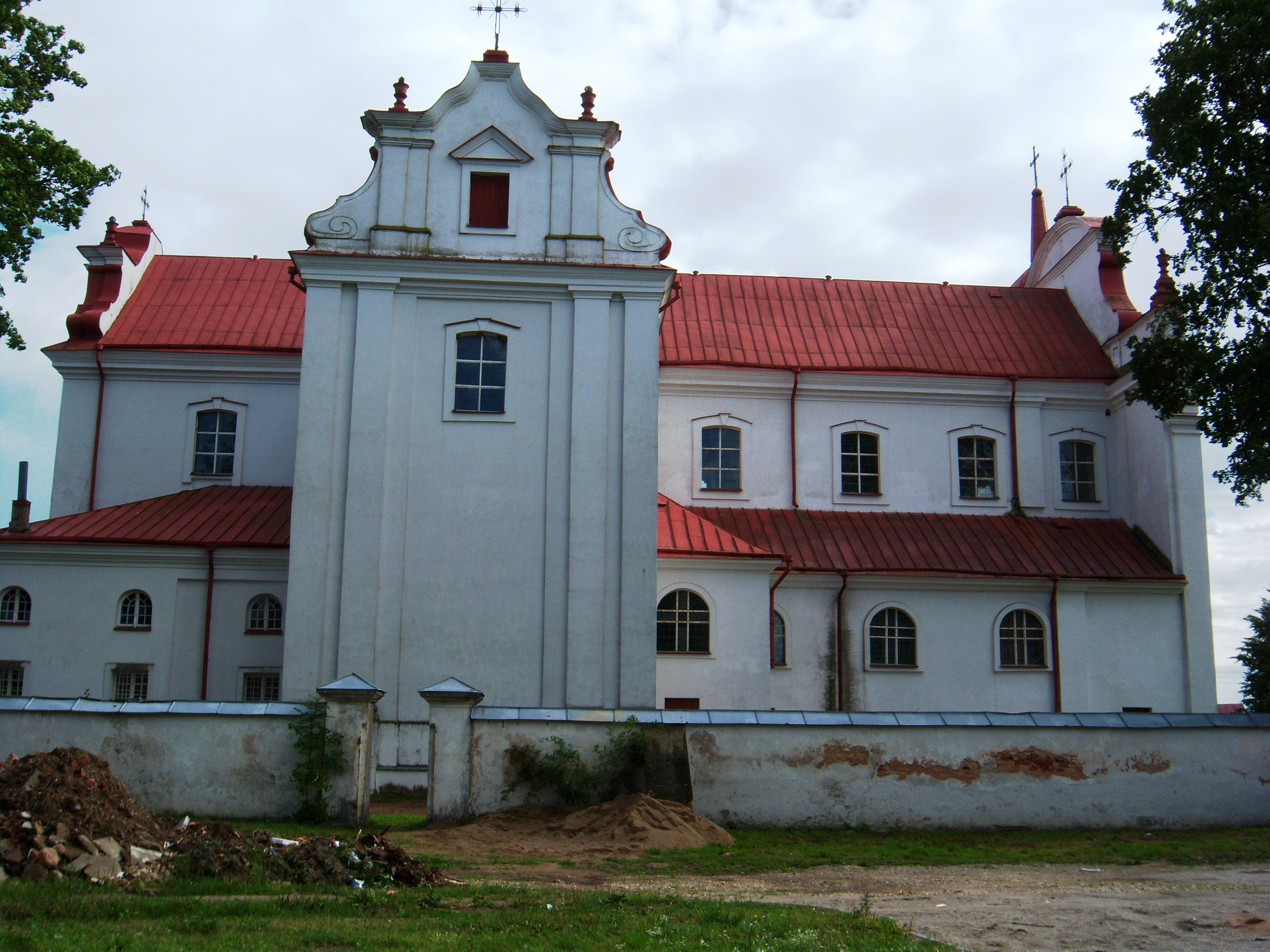
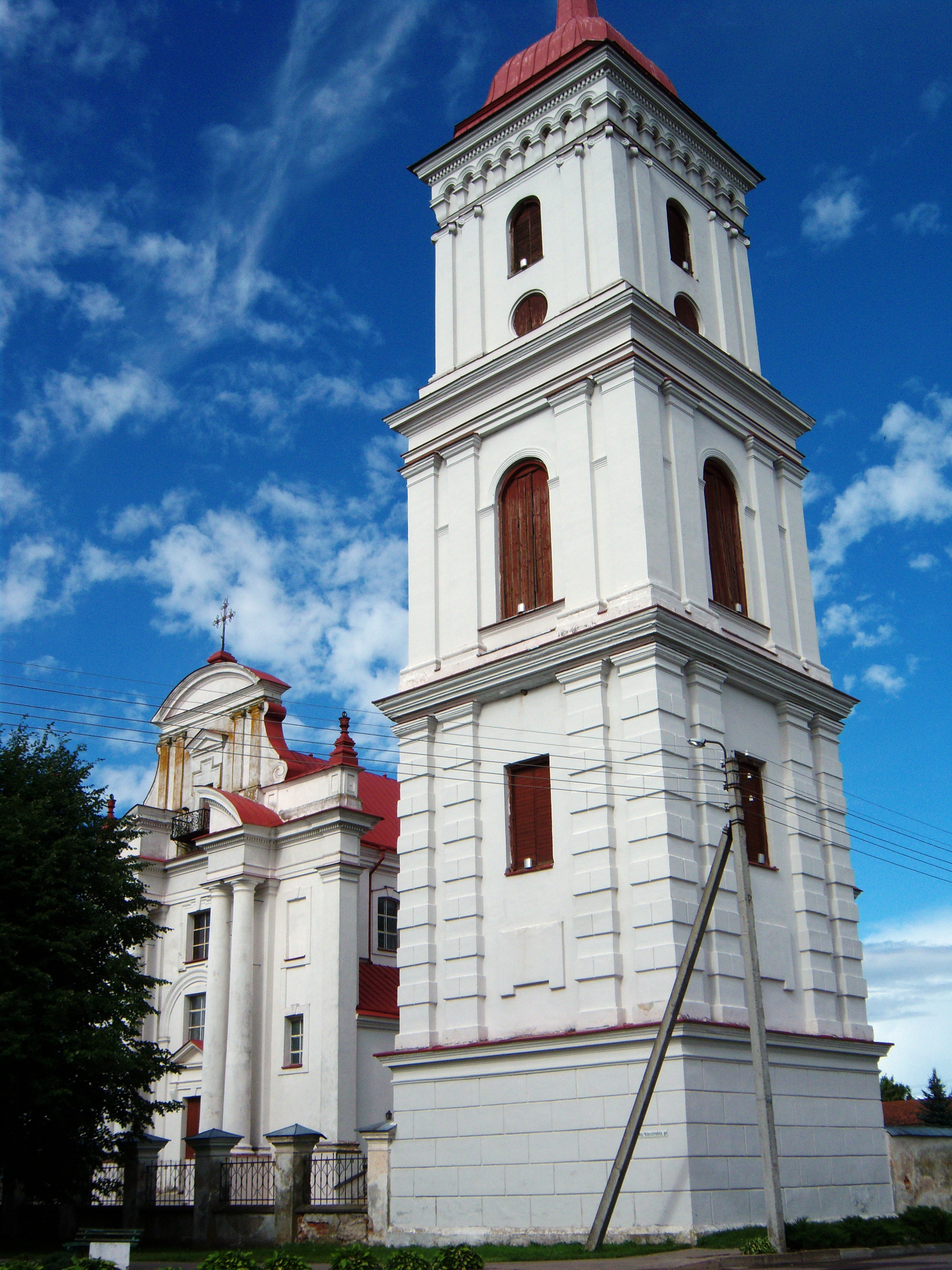
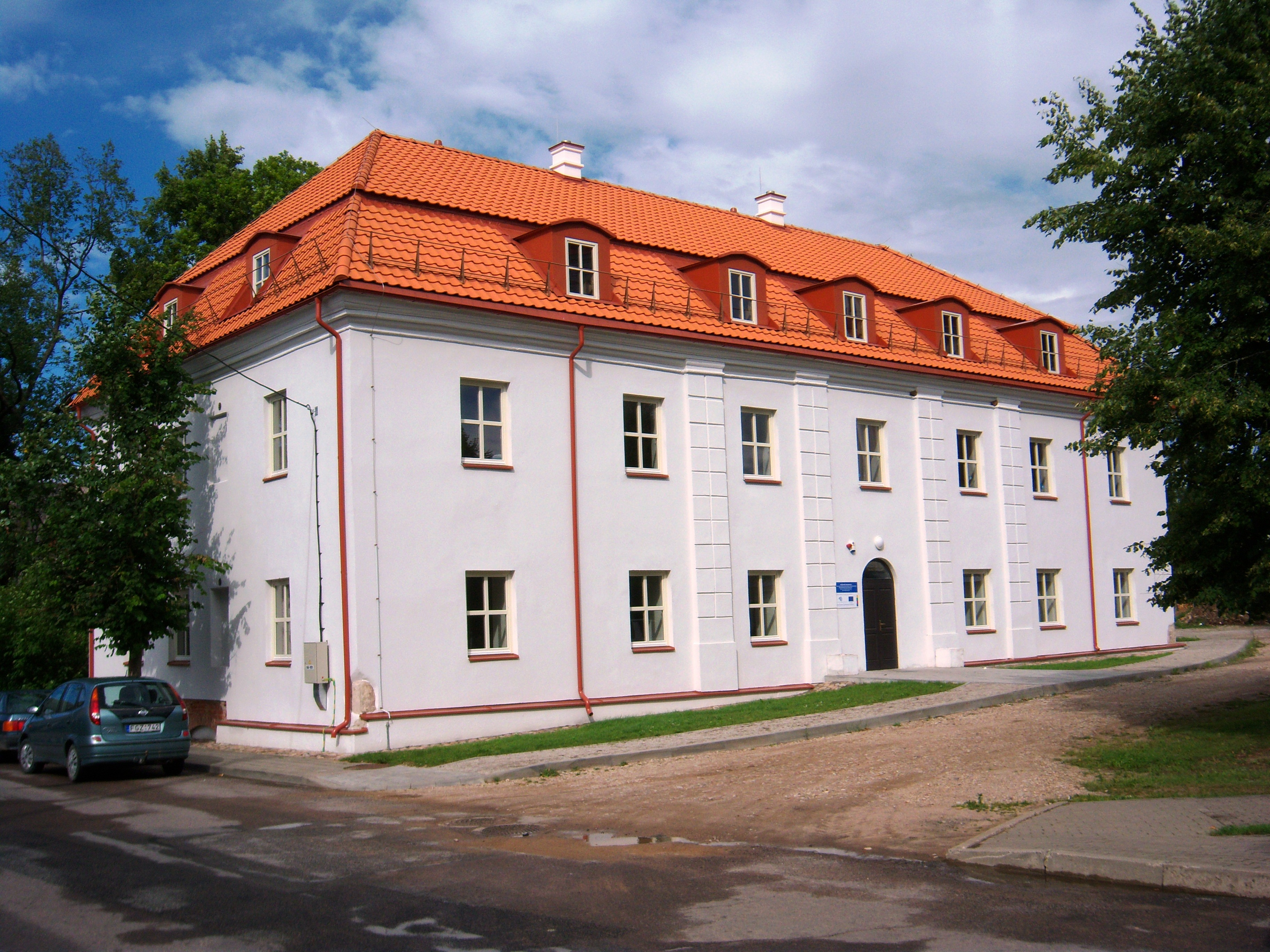
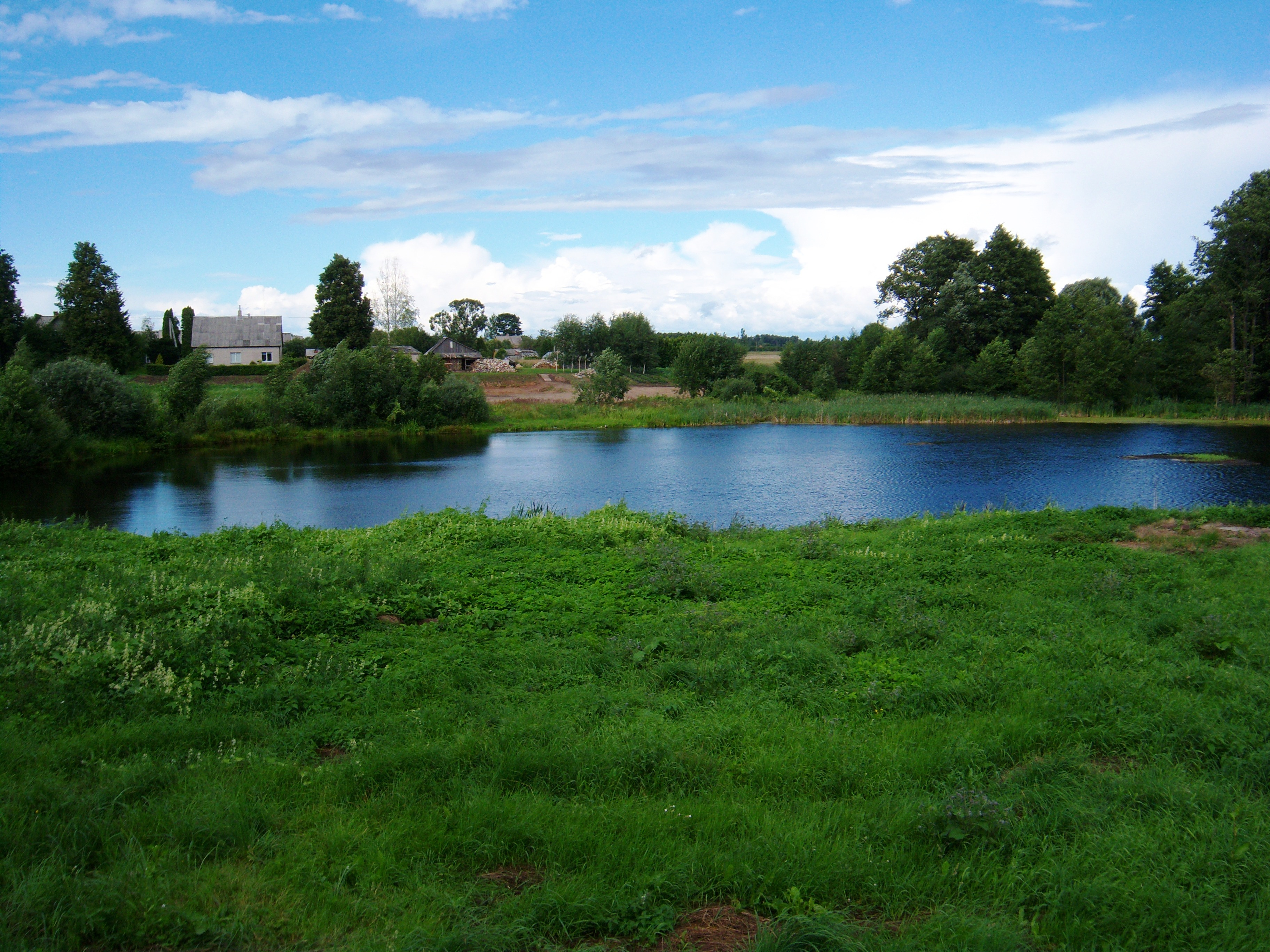
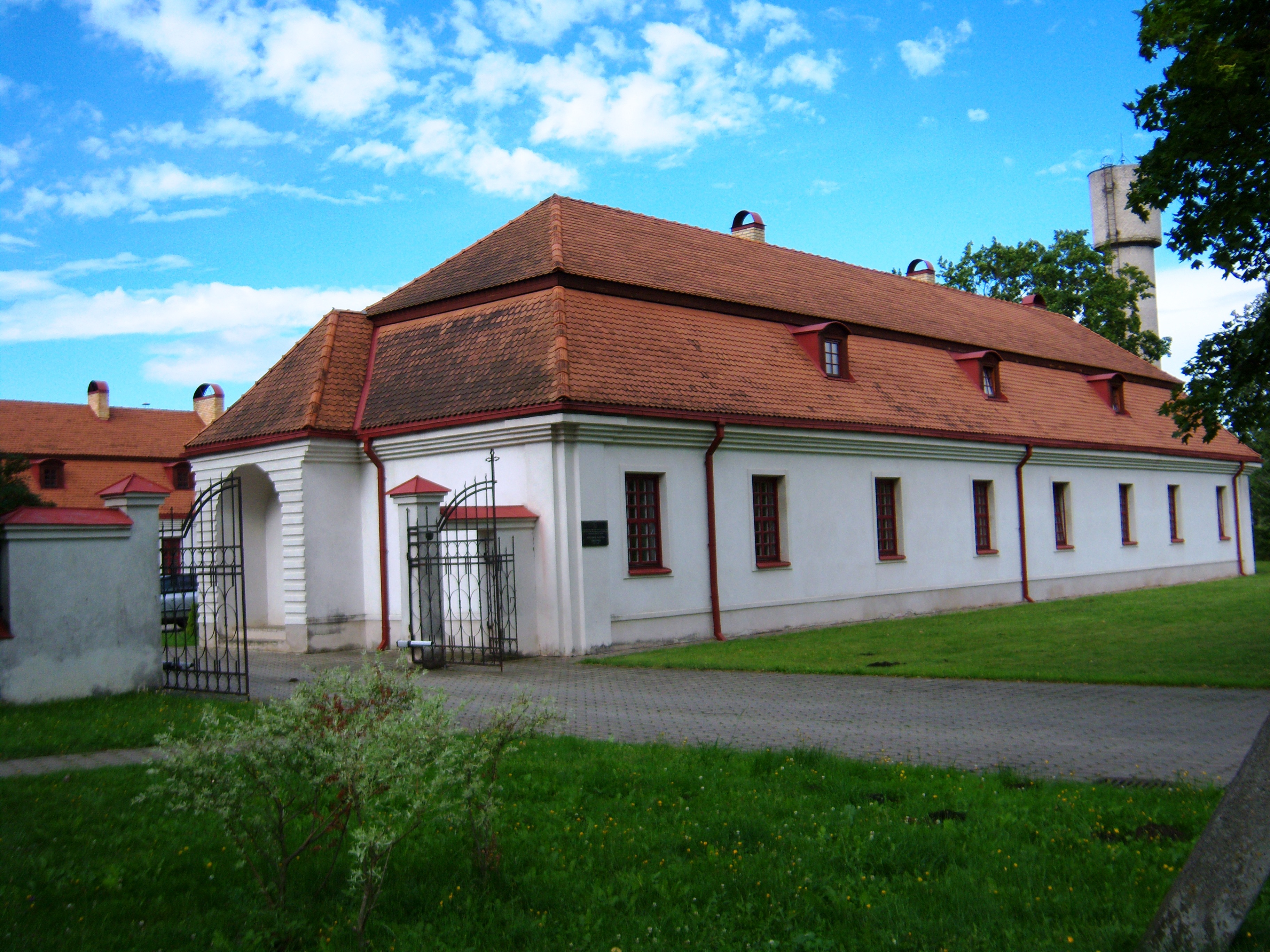
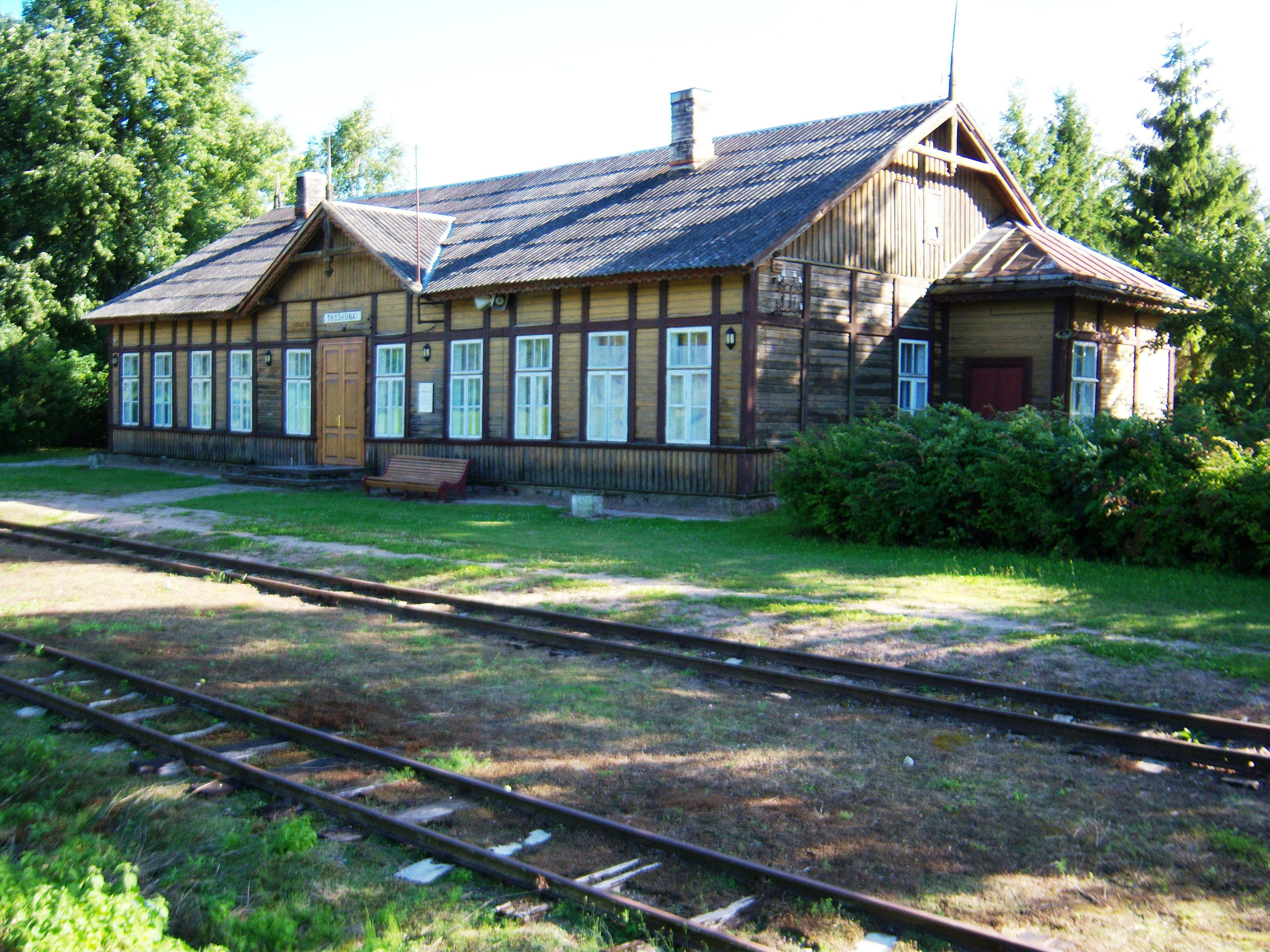